# Dedo I, Conde de Wettin
Dedo I, Conde de Wettin (n. 950 – 13 de novembro de 1009), também conhecido como Dedo I de Wettin, era filho de Teodorico I de Wettin e Jutta de Merseburg.
O jovem Dedo passou sua infância com seu parente Rikdag, Marquês de Meissen, Zeitz e Merseburg, e era, portanto, intimamente relacionado com um dos homens mais influentes da Saxônia Oriental. Dedo casou-se com Thietburga, filha de Dietrich de Haldensleben, Marquês da Marca do Norte.
Entre os anos 974 e 985 Dedo I esteve envolvido na rebelião do duque Henrique II da Baviera contra o imperador Otão II e também contra seu filho Otão III até junho de 985, quando os duques bávaros foram finalmente subjugados em Frankfurt.
Em 976, Dedo comandou um exército boêmio, conquistou a Marca de Zeitze roubou a igreja do bispo. Alega-se que ele tomou sua própria mãe como prisioneira.
Dedo aparentemente tinha uma boa relação com o arcebispo Giselher de Magdburg, que o ajudou a obter direitos comutativos em Hassegau do norte. Além disso, Dedo reclamou com sucesso o Castelo de Zörbig para si e para seu irmão Frederico.
Os anos anteriores a morte de Dedo foram ofuscados por uma rivalidade com os condes de Walbeck. Quando seu sogro foi deposto do título deMarquês da Marca do Norte, Dedo reclamou o título para si. Mas o título foi concedido a Lothair, Conde de Derlingau e Nordthüringgau. Lothair governou a Marca do Norte de 983 a 1003.
O bispo Dietmar de Merseburg, sobrinho de Lothair, diz em sua crônica que Dedo estava envolvido na devastação do castelo de Wolmirstedt na época sob a posse dos Condes de Walbeck. A disputa de Dedo com a Casa de Walbeck prosseguiu com o filho e sucessor de Lotahir, Werner von Walbeck (1003-1009;1014). Dedo foi morto por Werner no dia 13 de novembro de 1009, juntamente com seus vassalos perto de Mose, na confluência dos rios Tange e Elba.
Dedo e Thietburga de Haldensleben foram pais de:
- Teodorico II da Baixa Lusácia Conde de Wettin e, a partir de 1031, Marquês de Lausitz (por volta de 990,  m.1034).[1][2]